# Kazimierz Piechowski
Kazimierz Piechowski (3. října 1919 Rajkowy – 15. prosince 2017 Gdaňsk) byl polský politický vězeň nacismu i komunismu a skaut.

## Život
Piechowski byl členem skautského hnutí již v roce 1939, což byl i jeden z důvodů, proč byl pronásledován. Zadržen byl nacisty při překročení maďarské hranice, a převezen nejprve do vězení gestapa v Baligrodě. Poté byl poslán do vězení v Sanoku, dále do věznice Montelupich v Krakově. Jeho poslední zastávkou před Osvětimí byla věznice v polské Wiśniczi. Piechowski byl v koncentračním táboře přítomen tomu, když jeho spoluvězeň a katolický kněz Maxmilián Kolbe nabídl sebe místo Franciszka Gajowniczka do cely smrti a zachránil mu tím život.
Kvůli práci odklízení těl popravených měl přístup k seznamu nadcházejících poprav. Když zjistil, že jeho přítel Eugeniusz Bendera bude popraven, tak spolu s ním vymyslel plán útěku. Ráno 20. června 1942, přesně dva roky po jeho příchodu do tábora, ukradl spolu s dalšími třemi spoluvězni ve skladu nacistické uniformy, plně se ozbrojili a v nacistickém autě opustili s pozdravy „Heil Hitler“ brány Auschwitzu.
Po útěku se neúspěšně snažil uplatnit na Ukrajině v protinacistickém odboji. Po válce absolvoval technickou univerzitu v Gdaňsku a stal se inženýrem. Komunistickým režimem byl odsouzen na 10 let vězení za členství v polské Zemské armádě, odseděl si 7 let. Po převratu byl uznávanou osobností, věnoval se přednáškám pro studenty, apod. Zemřel 15. prosince 2017 ve věku 98 let.